# 2858 Carlosporter
A 2858 Carlosporter (ideiglenes jelöléssel 1975 XB) a Naprendszer kisbolygóövében található aszteroida. Carlos Torres és S. Barros fedezte fel 1975. december 1-jén.